# Резня в Атланте 1906 года
Резня в Атланте 1906 года — массовое нападение вооружённых групп белых жителей на афроамериканцев в Атланте, штат Джорджия, США. Начавшись вечером 22 сентября, агрессия продолжалась до 24 сентября 1906 года. Эти события широко освещались в международной прессе — например, французская газета Le Petit Journal писала о «линчеваниях в США» и «резне негров в Атланте», шотландская Aberdeen Press и ряд британских изданий выходили с заголовками вроде «Расовые беспорядки в Джорджии» и «Анти-негритянские волнения».
Точное число погибших остаётся неизвестным и оспаривается: официально сообщается о гибели не менее 25 афроамериканцев и двух белых, однако неофициальные оценки варьируются от 10 до 100 убитых чернокожих. Согласно данным Центра истории Атланты, жертв вытаскивали из трамваев, линчевали, избивали до смерти, стреляли и резали прямо на улицах. Белые банды также вторгались в афроамериканские кварталы, разрушая дома и бизнесы.
Поводом к насилию послужили газетные публикации о якобы совершённых афроамериканцами изнасилованиях четырёх белых женщин. Позже большое жюри предъявило обвинения двоим чёрным мужчинам в связи с делом Этель Лоуренс и её тёти. Однако истинными причинами стали нарастающее расовое напряжение и конкуренция за рабочие места, жильё и политическое влияние в стремительно растущем городе.
Беспорядки прекратились только после ввода Национальной гвардии по приказу губернатора Джозефа М. Террелла. Афроамериканская община обвинила полицию Атланты и некоторых гвардейцев в участии в насилии. В течение десятилетий эти события замалчивались в официальных нарративах, особенно в белой среде. Лишь в 2006 году, к 100-летию трагедии, о ней публично вспомнили. В 2007 году резня была включена в образовательную программу государственных школ Джорджии.

## Исторический фон

### Рост Атланты
После окончания Гражданской войны в США, в эпоху Реконструкции, насилие белых против афроамериканцев имело место по всему Югу (Южные штаты) – такова была реакция белых жителей на освобождение темнокожих и на политические права вольноотпущенников. Повышение напряженности было также вызвано тем, что белые конкурировали с темнокожими за рабочие места, несмотря на то, что последние обычно ограничивались работой более низкого уровня. Атланта — столица штата Джорджия — быстро развивалась, привлекая рабочих для своего восстановления после Гражданской войны и, особенно с 1880-х годов, в рамках «железнодорожного узла» Юга: рабочие со всей страны начали наводнять город. Это привело к резкому увеличению как афроамериканского населения (с 9 000 в 1880 году до 35 000 в 1900 году), так и всего населения Атланты (с 89 000 в 1900 году до 150 000 в 1910 году) так как люди из сельской местности и небольших городов искали лучшие экономические возможности.
С этим наплывом мигрантов и последующим увеличением спроса на средства (к существованию), межрасовые отношения в Атланте становились все более напряженными. Белые расширили сегрегационные законы Джима Кроу в жилых кварталах и на общественный транспорт.

### Афроамериканские достижения
Вольноотпущенники — бывшие работники плантаций — и их потомки получили право участия в выборах во время Реконструкции. Белых все больше пугало и возмущало происходящее. Афроамериканцы создали процветающий бизнес и элиту, которая отличалась от чернокожего рабочего класса. Их возмущали некоторые белые. Среди успешных чернокожих бизнесменов был Алонзо Херндон, который родился в неволе, а теперь владел большой изысканной парикмахерской, которая обслуживала выдающихся белых людей. Этот новый статус привел к усилению конкуренции между черными и белыми за рабочие места. Полиция и отдел пожарной охраны оставались все ещё исключительно белыми, как и большинство служащих в городских и окружных правительствах.
Требования штата с 1877 года ограничивали голосование черных за счет подушных налогов, ведения учёта и других средств, препятствующих регистрации избирателей, но многие вольноотпущенные и их потомки все ещё могли голосовать. Оба основных кандидата в губернаторы штата Джорджия играли на расовой напряженности во время их предвыборных кампаний 1906 года, на которых боролись М. Хок Смит и Кларк Хауэлл. Смит явно проводил кампанию на платформе, чтобы лишить права голоса чернокожих избирателей в Джорджии. Хауэлл также пытался исключить их из политики. Смит был бывшим издателем журнала «Атланта», Хауэлл — редактором «Конституции Атланты». Оба кандидата использовали свое влияние, чтобы подстрекать белых избирателей и помогать распространять страх, что белые могут быть не в состоянии поддерживать текущий социальный порядок. Эти и другие газеты нападали на салуны и бары, которыми пользовались черные граждане. На этих «погружениях», как их называли белые, были изображены обнаженные женщины. «Атланта Джорджия» и «Атланта ньюс» обнародовали сообщения полиции о белых женщинах, которые предположительно подвергались сексуальным домогательствам и изнасилованиям чернокожих мужчин.

## События
Историки и современные комментаторы ссылаются на театральную постановку пьесы «Клансмен» Томаса Диксона-младшего (связанной с движением Ку Клукс Клан и последствиями отмены рабства в США) в Атланте как фактор, способствующий мятежу в этом городе в 1906 году, когда белые аферисты неистовствовали в афро-американских общинах. В другом городе штата, Саванне, где была поставлена пьеса, полиция и военные прибывали в состоянии повышенной готовности и присутствовали в каждом трамвае, идущем к театру. Власти Мейкона (еще один небольшой город в Джорджии), где пьеса так же должна была быть поставлена, просили, чтобы её запретили, но это не удалось.

### Газетный репортаж и атаки
В субботу днем, 22 сентября 1906 года, газеты Атланты сообщили о четырёх сексуальных нападениях на местных белых женщин, предположительно чернокожими мужчинами. Позже двое были обвинены большим жюри в изнасиловании Этель Лоуренс и её тети. После этого отчета несколько десятков белых мужчин и мальчиков начали собираться в банды и избивать, наносить удары и стрелять в черных в отместку, отталкивая их или нападая на них на трамваях, начиная с секции «Пять пунктов» в центре города. После того, как были напечатаны дополнительные выпуски газеты, к полуночи, согласно оценкам, от 10 000 до 15 000 белых и юношей собрались по улицам в центре города и бродили, чтобы напасть на черных. К 10 часам вечера первые три чернокожих были убиты, а ещё больше положены в больницы на лечение (по крайней мере пять из них умрут); среди них было три женщины. Губернатор Джозеф М. Террелл вызвал восемь рот пятой пехоты и одну батарею легкой артиллерии (для наведения порядка в городе). К 2:30 утра около 25-30 чернокожих были убиты, а многие получили ранения. Троллейбусные линии были закрыты до полуночи, чтобы уменьшить движение в надежде обескуражить бандитов и предложить некоторую защиту афроамериканским кварталам, поскольку белые шли туда и нападали на людей в их домах или выгоняли их на улицу.
Парикмахерская Алонзо Херндона, упомянутая выше, была одной из главных целей белой толпы (и она частична была уничтожена). Отдельные темнокожие мужчины были убиты на ступеньках почтового отделения США и в гостинице «Марион», где одного из них преследовала толпа. В ту ночь большая толпа напала на улицу Декейтер, центр черных ресторанов и салонов. Она разрушила предприятия и напала на всех черных в пределах видимости. Банды переехали на улицу Петерс-стрит и в соседние районы, чтобы нанести больше урона. Проливной дождь с 3 до 5 утра помог подавить жар беспорядков.
События были быстро обнародованы на следующий день, в воскресенье, поскольку насилие против чернокожих продолжалось, и бунт был покрыт на международном уровне. Парижский журнал Le Petit сообщает: «Черных мужчин и женщин выбрасывали из троллейбусов, избивали дубинками и забивали камнями». На следующий день New York Times сообщила, что по меньшей мере от 25 до 30 чернокожих мужчин и женщин были убиты, 90 получили ранения. Один белый человек был убит, а около 10 получили ранения.
Неизвестное и спорное число чернокожих были убиты на улице и в их магазинах, многие из них были ранены. В центре города милиция была замечена к 1 часу ночи. Но большинство из них не были вооружены и организованы до 6 часов утра, когда ещё больше было размещено в деловом районе. Спорадическое насилие продолжалось поздней ночью в отдаленных кварталах города, когда действовали небольшие банды. В воскресенье сотни чернокожих покинули город на поезде и других средствах передвидения в поисках безопасности на расстоянии.

### Попытки самообороны
В воскресенье группа афроамериканцев встретилась в общине Браунсвилл к югу от центра города и около университета Кларка, чтобы обсудить свои дальнейшие действия; они вооружились для защиты. Полиция округа Фултон узнала о встрече и совершила налет на неё; офицер был убит в последующей перестрелке. Три отряда милиции были отправлены в Браунсвилл, где они арестовали и разоружили около 250 чернокожих, в том числе университетских профессоров.
«Нью-Йорк таймс» сообщила, что когда мэра Джеймса Дж. Вудворда спросили о мерах, принятых для предотвращения расовых беспорядков, он ответил: 
 Лучший способ предотвратить расовый бунт полностью зависит от причины. Если ваш запрос имеет какое-либо отношение к нынешней ситуации в Атланте, то я бы сказал, что единственное средство — это устранить причину. Пока черные скоты нападают на наших белых женщин, до тех пор с ними будут бесцеремонно расправляться. 
 В субботу вечером он ездил по городу, пытаясь успокоить толпу, но его обычно игнорировали.

## Послесловие

### Большое жюри
28 сентября New York Times сообщил: 
 Сегодня большое жюри округа Фултон представило следующее:

 "Полагая, что сенсационная манера, с которой дневные газеты Атланты представляли людям новости о различных преступных действиях, недавно совершенных в этом округе, в значительной степени повлияла на создание духа, оживляющего толпу прошлой субботней ночью, и что высказывания «Атланта ньюс» в течение некоторого времени были рассчитаны на то, чтобы создать пренебрежение к надлежащему исполнению закона и содействовать организации граждан действовать вне закона в наказании за преступление,
...постановило, что сенсационность вечерних газет в представлении преступных новостей общественности прежде наступления субботних беспорядков... заслуживает наших самых серьезных осуждений..." 

### Всего погибших и пострадавших
Неизвестное и спорное число афро-американцев было убито в ходе конфликта. Считается, что по меньшей мере два десятка афроамериканцев были убиты. Иногда называется цифра в 25 человек. Подтверждены два белых смертельных случая; одна женщина умерла от сердечного приступа после увиденной ею толпы возле её дома. Среди пострадавших — не менее 90 чернокожих и 10 белых.

### Обсуждение
В следующий понедельник и вторник ведущие граждане белого сообщества, в том числе мэр, встретились, чтобы обсудить события и принять меры для предотвращения любого дополнительного насилия. В группу вошли лидеры чёрной элиты, помогающие установить традиции общения между этими группами. Но в течение десятилетий бунт игнорировался или подавлялся в белом сообществе и оставлялся вне официальной истории города.

### Ответы
«Нью-Йорк Таймс» отметила 30 сентября, что автор письма в Чарлстон Ньюс энд курьер написал в ответ на беспорядки: 
 Разделение рас — единственное радикальное решение проблемы негров в этой стране. В этом нет ничего нового. Именно Всемогущий установил границы обитания рас. Негры были принесены сюда по принуждению; они должны быть побуждены уйти отсюда убеждением. 
В результате бунта афроамериканская экономика пострадала из-за утраты имущества, ущерба и разрушения. Некоторые отдельные предприятия были вынуждены закрыться. Сообщество произвело значительные социальные изменения, вытеснив предприятия из смешанных районов, поселившись в кварталах, где проживает большинство чернокожих (некоторые из которых были применены в результате дискриминационной практики проживания в 1960-х годах), и изменило другие социальные модели. В годы, прошедшие после бунта, афроамериканцы, скорее всего, жили в преимущественно чернокожих общинах, в том числе в тех, которые развивались к западу от города возле Атлантического университета или в восточной части города. Многие черные предприятия рассредоточились от центра на восток, где вскоре развились в процветающий чёрный деловой район, известный как «Сладкий Оберн».
Многие афроамериканцы отвергали позицию аккоманиста Букера Т. Вашингтона в Институте Таскеги, полагая, что они должны быть более решительными в защите своих общин и продвижении своей расы. Некоторые темнокожие американцы изменили свое мнение о необходимости вооруженной самообороны, несмотря на то, что многие выступили с явными предупреждениями об опасностях вооруженной политической борьбы. Получивший образование в Гарварде WEB Du Bois, который преподавал в Университете Атланты и поддерживал руководство «Талантливым десятым», купил дробовик после того, как в городе вспыхнули беспорядки. В ответ на бойню он сказал: "Я купил двуствольное ружье Винчестера и два десятка снарядов, заполненных картечью. Если бы белая толпа наступила на кампус, где я жил, я бы, не задумываясь, распылил их кишки по траве ". Поскольку его позиция укреплялась в последующие годы, примерно в 1906—1920 годах, Дюбуа утверждал, что организованное политическое насилие чернокожих американцев было глупостью, но в ответ на реальные угрозы чернокожим Дю Буа "был непреклонен в отношении законности и, возможно, обязанности самообороны, даже там, где [может быть] опасность распространения на политическое насилие ".
Избранный в 1906 году губернатор Хоук Смит выполнил свое предвыборное обещание, предложив в августе 1907 года закон о проверке грамотности при голосовании, который позволил бы лишить права голоса большинства чернокожих и многих бедных белых посредством субъективного управления белыми. Кроме того, в законодательный орган были включены положения о дедовских положениях, гарантирующие, что белые не будут исключены из-за неграмотности или требуемого количества имущества, а также для Демократической партии, чтобы иметь "белые" внутрипартийные выборы, ещё одно средство исключения. Эти положения были приняты в 1908 году путем внесения поправок в Конституцию, что лишило большинство чернокожих гражданских прав. Расовая сегрегация уже была установлена законом. Оба положения в соответствии с законом Джима Кроу в основном продолжались до конца 1960-х годов.
После Великой войны (Первая мировая война) Атланта работала над продвижением расового примирения и взаимопонимания, создав Комиссию по межрасовому сотрудничеству в 1919 году; позже она превратилась в Южный региональный совет. Но большинство учреждений города оставались закрытыми для афроамериканцев. Например, ни один афро-американский полицейский не был нанят до 1948 года, после Второй мировой войны.

### Память
Бунт не был охвачен местной историей и игнорировался десятилетиями. В 2006 году, в свой 100-летний юбилей, городские и гражданские группы отметили это событие дискуссиями, форумами и сопутствующими мероприятиями, такими как «пешеходные экскурсии, общественное искусство, мемориальные службы, многочисленные статьи и три новые книги». В следующем году он был включен в государственную программу по общественным наукам для государственных школ.